# Mein Hund Skip
Mein Hund Skip ist ein autobiografisch gefärbter US-amerikanischer Kinder- und Jugendfilm des Regisseurs Jay Russell aus dem Jahre 2000. Er basiert auf dem gleichnamigen Roman von Willie Morris.

## Handlung
Der neunjährige Willie ist im Jahre 1942 ein Kind, das von den größeren und stärkeren Nachbarskindern ständig drangsaliert wird und zu dessen Geburtstag kein anderes Kind erscheint. Sein Vater, ein verwundeter Veteran des Spanischen Bürgerkrieges, möchte seinen Sohn vor den Gefahren des Lebens beschützen und glaubt, im Gegensatz zur Mutter, dass Willie diesen noch nicht gewachsen sei. Als Willies bester (und einziger) Freund, das im Nachbarhaus wohnende Sport-Ass Dink Jenkins, in den Zweiten Weltkrieg zieht, ist sein kleiner Freund restlos unglücklich.
Um ihren Sohn aufzumuntern schenkt ihm seine Mutter gegen den Willen des Vaters einen jungen Jack Russell Terrier. Mit diesem gewinnt das Kind einen neuen Freund, mit dem es viele Abenteuer erlebt und endlich Selbstbewusstsein gewinnt. So lernt Willie weitere Kinder kennen, ein hübsches Mädchen, das er sehr mag, und einen schwarzen Jungen, der ihm seine eigene Welt im Zeichen der Rassenschranken zeigt. Sogar von den Nachbarschafts-Rowdys wird er plötzlich akzeptiert und er kommt obendrein seinem Vater näher, der langsam erkennt, dass der Sohn reifer ist als er ihn einschätzte.
Bei Dinks Rückkehr hat dieser sich stark verändert. Auch wird er von den anderen nicht mehr als der große Held angesehen, als der er vor seinem Weggang galt. Erst allmählich kommt Willie dahinter, dass Dink desertierte und von seiner Umgebung deshalb jetzt geschnitten wird.
Als Willie auf der Suche nach Skip wegläuft und in die Hände von Alkohol-Schwarzhändlern gerät, ist es Dink, der Willie hilft.

## Beschreibung
Der Autor der Vorlage ist William Morris, der jüngste Herausgeber von Harper’s Magazine. Sein gleichnamiges Buch und die Verfilmung sind einerseits eine Liebeserklärung an seinen eigenen Hund Skip, andererseits aber auch an das Leben in Yazoo City, Mississippi.
Der Film beschreibt zwar zum einen eine nostalgische Erinnerung an eine glückliche Kindheit (was vor allem durch die Kamera und Musik betont wird), zum anderen werden auch viele Aspekte des damaligen Lebens realistisch geschildert. Der ältere Freund gilt zuerst als Held und wird später als Feigling verschrien zum Alkoholiker. Die komplexe moralische Situation des Deserteurs wird ebenso verständlich gemacht, wie die Einstellung des Vaters, der aus idealistischen Gründen in den Krieg zog und, nunmehr verkrüppelt und emotional verhärmt, den Sohn vor dem vermeintlich harten Leben beschützen will. Daneben werden auch noch Themen wie Rassismus und Prohibition behandelt.
Nicht alle kleinen Zuschauer in dem ab 6 Jahren freigegebenen Film werden all diese Elemente auch wahrnehmen oder verarbeiten können. Der Film kann vielmehr sogar düster und sehr beängstigend wirken. Mitunter wird er deshalb auch als Jugendfilm bezeichnet, da erst ab etwa 12 Jahren alle Handlungsstränge für Kinder zu begreifen sein dürften.

## Kritiken
- „Die Inszenierung bezieht unaufdringlich gesellschaftspolitische Hintergründe mit ein […] Ausgezeichnet gespielt, fotografiert und musikalisch untermalt, bietet der […] Film gelungene Unterhaltung-Sehenswert ab 8.“ (Lexikon des Internationalen Films)[5]

- „‘Mein Hund Skip’ ist eine typische Hollywood-Produktion für die ganze Familie […] Regisseur Russell hat das Buch liebevoll in Szene gesetzt als sentimentalen Blick zurück auf eine Zeit, die im kollektiven Gedächtnis der Amerikaner noch mit einer ziemlichen heilen Welt verbunden war. In Frankie Muniz wurde ein überzeugender Kinderdarsteller aus einer großen Zahl von Bewerbern ausgewählt. Die Eltern werden von renommierten Schauspielern verkörpert: Diane Lane als Mutter Ellen und Kevin Bacon als Vater Jack. Der Film ist ein eher harmloses Vergnügen, der in der Vorweihnachtszeit zur rechten Zeit auf die Leinwände kommt.“ (Rhein-Zeitung)[6]
- Die Deutsche Film- und Medienbewertung FBW in Wiesbaden verlieh dem Film das Prädikat wertvoll.